# Skalní hrad

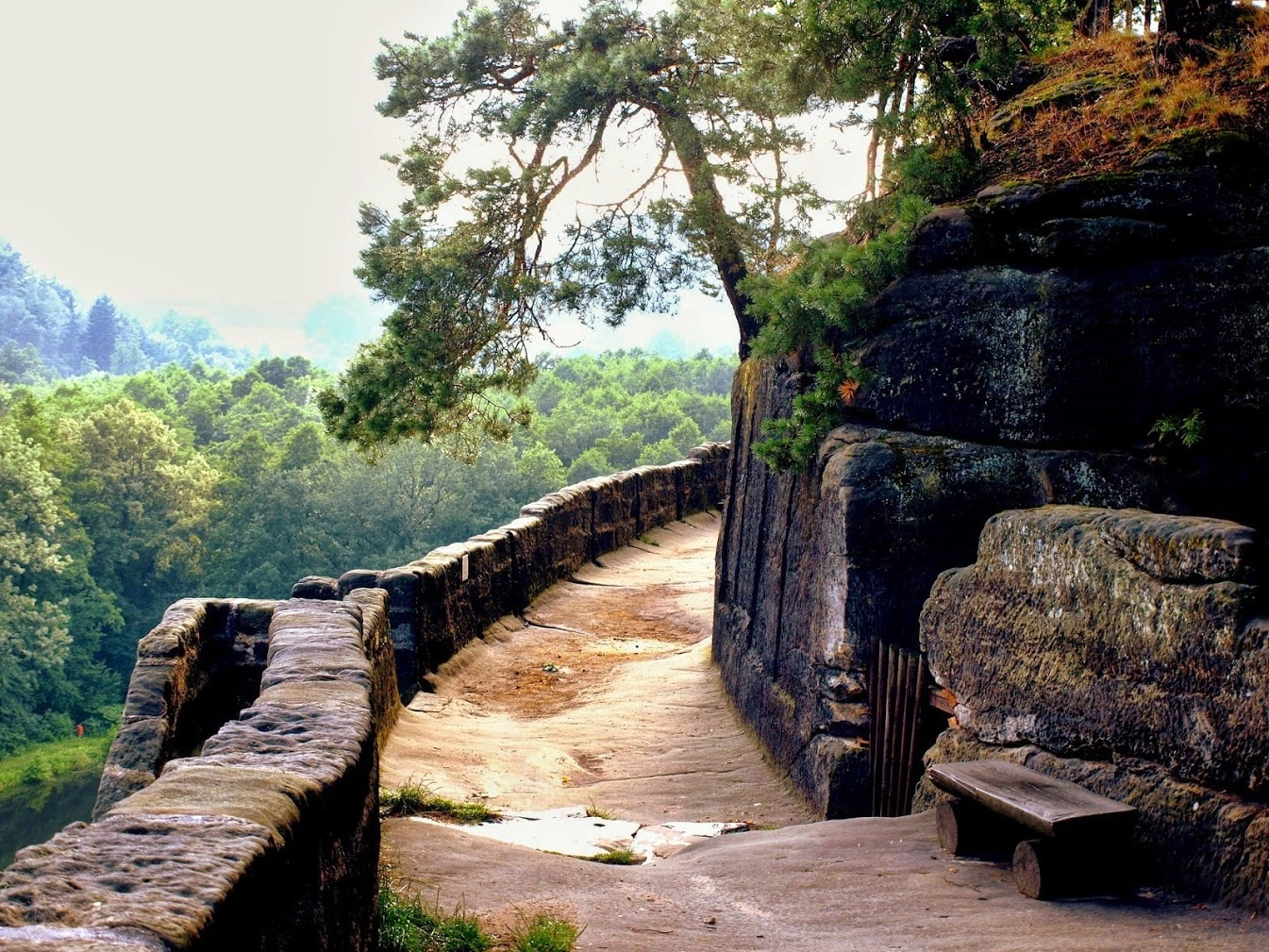
Ochoz skalního hradu ve Sloupu v Čechách

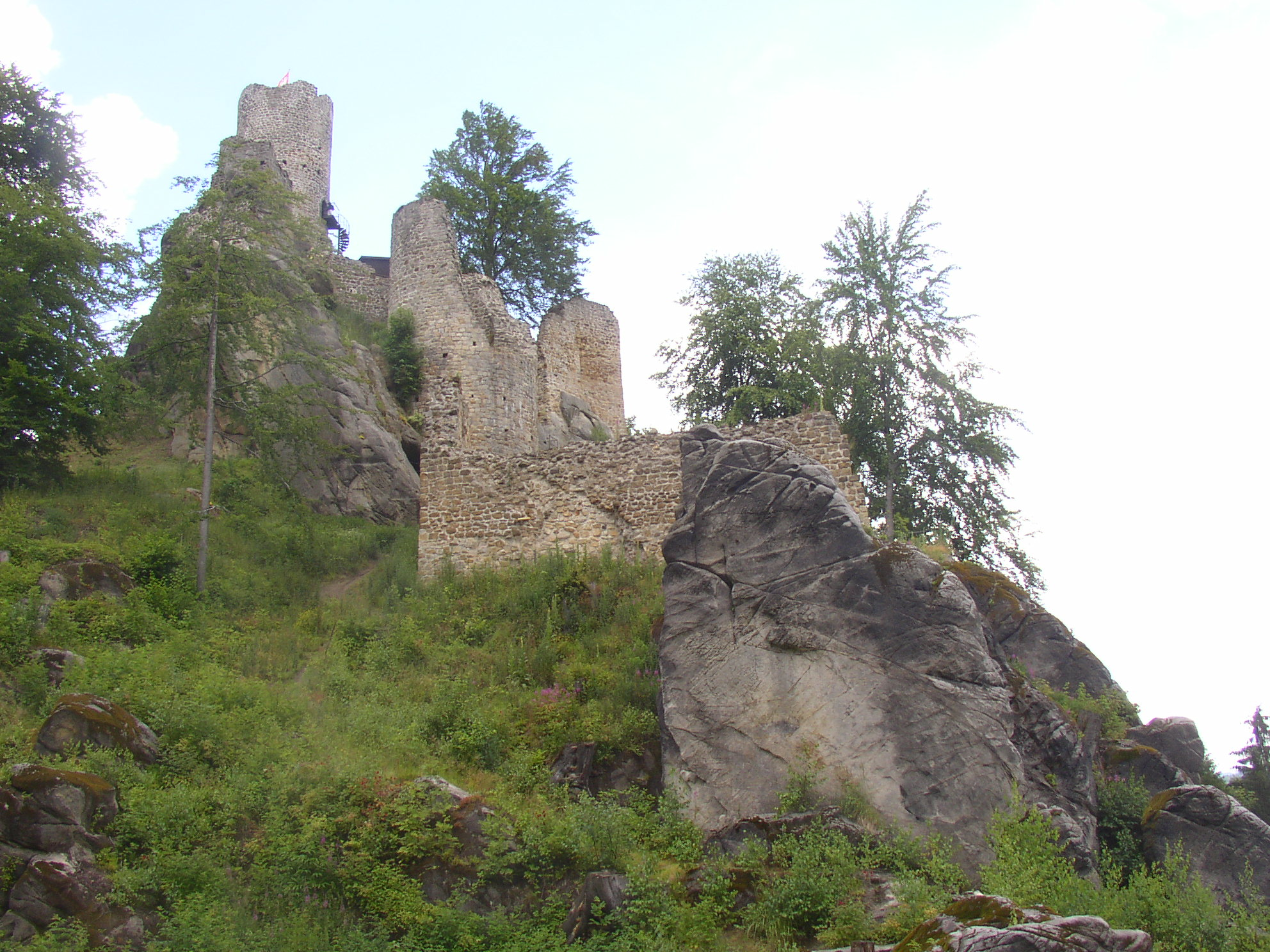
Frýdštejn

Skalní hrad je specifickým typem hradu, který výrazným způsobem využívá přirozeně vzniklé skalní útvary.
Tento typ hradu byl budován s využitím jedné či několika špatně přístupných skalních věží, často v prostorech tzv. skalních měst či na okraji většího skalního masivu (Drábské světničky, Klamorna), případně na samostatně stojícím skalním bloku (Sloup, Jestřebí). Téměř vždy je materiálem těchto skalních útvarů pískovec, neboť umožňuje snadné opracování a stavitelé hradu jej tak mohli dobře využít. Vedle dřevěné či dokonce zděné zástavby obsahoval skalní hrad zpravidla také prostory tesané přímo ve skále, tzv. „světničky“.
Tyto světničky jsou dnes, vedle vytesaných kapes po dřevěných konstrukcích (tzv. dráže), často nejvýraznějším pozůstatkem skalního hradu (Drábské světničky). Zděných konstrukcí může být dochováno naopak velmi málo (Jestřebí), nebo mohou chybět zcela (Drábské světničky), neboť je při budování skalních hradů často nahradila masa snadno opracovatelného pískovce.
Skalní hrady zpravidla neměly zděnou hradbu. Zděný mohl být palác, který byl někdy jedinou budovou hradního jádra (např. Valečov).

## Příklady skalních hradů
Mezi nejvýznamnější české skalní hrady patří:
- Valečov
- Drábské světničky
- Frýdštejn
- Vranov-Pantheon
- Jestřebí
- Sloup
- Šaunštejn
- Rotštejn
- Skalní hrad u Raspenavy

Současná klasifikace skalních hradů není ještě ustálená. Jedna z definic klade důraz na výrazné využití skalních bloků s prostory tesanými ve skále, podle jiné definice je skalním hradem lokalita ležící na skalních sucích, pokud byl vstup do vlastního hradu 3–6 metrů nad základnou skalního bloku.